# Пан Цяньюй
Пан Цяньюй (кит.: 庞倩玉; нар. 13 листопада 1996) — китайська борчиня вільного стилю, срібна призерка Олімпійських ігор 2020 року, бронзова призерка Олімпійських ігор 2024 року, дворазова бронзова призерка чемпіонатів світу, дворазова чемпіонка Азії, срібна призерка Азійських ігор, дворазова срібна та бронзова призерка Кубків світу.

## Життєпис
Боротьбою почала займатися з 2007 року.
Виступає за спортивний клуб провінції Хунань. Тренер — Мао Лі Мін.

## Спортивні результати на міжнародних змаганнях

### Виступи на Олімпіадах
| Змагання                    | Збірна | Вагова категорія          | Місце  |
| --------------------------- | ------ | ------------------------- | ------ |
| Літні Олімпійські ігри 2020 | Китай  | жіноча боротьба, до 53 кг | Срібло |
| Літні Олімпійські ігри 2024 | Китай  | жіноча боротьба, до 53 кг | Бронза |

### Виступи на Чемпіонатах світу
| Змагання                        | Збірна | Вагова категорія          | Місце  |
| ------------------------------- | ------ | ------------------------- | ------ |
| Чемпіонат світу з боротьби 2014 | КНР    | жіноча боротьба, до 53 кг | 24     |
| Чемпіонат світу з боротьби 2015 | КНР    | жіноча боротьба, до 55 кг | 5      |
| Чемпіонат світу з боротьби 2018 | КНР    | жіноча боротьба, до 53 кг | Бронза |
| Чемпіонат світу з боротьби 2019 | КНР    | жіноча боротьба, до 53 кг | Бронза |
| Чемпіонат світу з боротьби 2023 | КНР    | жіноча боротьба, до 53 кг | 13     |

### Виступи на Чемпіонатах Азії
| Змагання                       | Збірна | Вагова категорія          | Місце  |
| ------------------------------ | ------ | ------------------------- | ------ |
| Чемпіонат Азії з боротьби 2016 | КНР    | жіноча боротьба, до 53 кг | Золото |
| Чемпіонат Азії з боротьби 2017 | КНР    | жіноча боротьба, до 53 кг | 5      |
| Чемпіонат Азії з боротьби 2019 | КНР    | жіноча боротьба, до 53 кг | 5      |
| Чемпіонат Азії з боротьби 2023 | КНР    | жіноча боротьба, до 55 кг | Золото |

### Виступи на Азійських іграх
| Змагання           | Збірна | Вагова категорія          | Місце  |
| ------------------ | ------ | ------------------------- | ------ |
| Азійські ігри 2018 | КНР    | жіноча боротьба, до 53 кг | 11     |
| Азійські ігри 2022 | КНР    | жіноча боротьба, до 53 кг | Срібло |

### Виступи на Кубках світу
| Змагання                    | Збірна | Вагова категорія | Місце  |
| --------------------------- | ------ | ---------------- | ------ |
| Кубок світу з боротьби 2017 | КНР    | команда          | Срібло |
| Кубок світу з боротьби 2019 | КНР    | команда          | Бронза |
| Кубок світу з боротьби 2022 | КНР    | команда          | Срібло |

### Виступи на інших змаганнях
| Змагання                                                     | Збірна | Вагова категорія          | Місце  |
| ------------------------------------------------------------ | ------ | ------------------------- | ------ |
| Гран-прі Парижа з боротьби 2015                              | КНР    | жіноча боротьба, до 53 кг | Бронза |
| Klippan Lady Open 2015                                       | КНР    | жіноча боротьба, до 53 кг | Срібло |
| Гран-прі Іспанії з боротьби 2015                             | КНР    | жіноча боротьба, до 55 кг | Бронза |
| Золотий Гран-прі з боротьби 2016                             | КНР    | жіноча боротьба, до 53 кг | Срібло |
| Гран-прі «Іван Яригін» 2018                                  | КНР    | жіноча боротьба, до 53 кг | 7      |
| Відкритий чемпіонат Китаю з боротьби 2018                    | КНР    | жіноча боротьба, до 53 кг | Бронза |
| Klippan Lady Open 2019                                       | КНР    | жіноча боротьба, до 53 кг | Срібло |
| Турнір Дана Колова — Николи Петрова 2019                     | КНР    | жіноча боротьба, до 53 кг | Золото |
| Тестовий турнір UWW 2019                                     | КНР    | жіноча боротьба, до 53 кг | 8      |
| Меморіал Маттео Пелліконе 2020                               | КНР    | жіноча боротьба, до 53 кг | Бронза |
| Меморіал Імре Поляка та Яноша Варги 2023                     | КНР    | жіноча боротьба, до 53 кг | Бронза |
| Відкритий чемпіонат Загреба з боротьби 2024                  | КНР    | жіноча боротьба, до 53 кг | Золото |
| Відкритий чемпіонат Загреба з боротьби 2024                  | КНР    | жіноча боротьба, до 53 кг | Золото |
| Олімпійський кваліфікаційний турнір з боротьби 2024 (Бішкек) | КНР    | жіноча боротьба, до 53 кг | Золото |